# 妙国寺 (島原市)
妙国寺（みょうこくじ）は、長崎県島原市宇土町乙にある日蓮宗の寺院。山号は楠峰山。旧本山は千葉県の栗源大乗寺。

## 歴史
明治45年（1912年）弁忠院日基を開山に杉谷村宇土に小堂を建立。眼病が治癒した報恩感謝のためという。大正9年（1920年）宇土教会所として認可される。大正12年（1923年）本堂を建立した。昭和16年（1941年）千葉県香取郡の妙国寺より寺号移転した。平成3年（1991年）雲仙普賢岳の噴火では火砕流による被災を免れた。

## 伽藍
- 本堂
- 位牌堂
- 守護神堂

## 参考資料
- 日蓮宗寺院大鑑編集委員会『宗祖第七百遠忌記念出版 日蓮宗寺院大鑑』大本山池上本門寺 (1981年)

## 関連資料
- 日蓮宗新聞　2016年7月27日

## 公式サイト
- 公式ウェブサイト